# Hélène Kaziendé
Hélène Kaziendé, née à Niamey (Niger) le 15 août 1967, est une enseignante, journaliste et écrivaine nigérienne.

## Biographie
Hélène Kaziendé naît le 15 août 1967 au Niger,. Elle est est la fille d'une mère nigérienne peule et d'un père burkinabé, Léopold Kaziendé, qui fut d'abord enseignant avant d'être ministre au Niger, à divers postes entre 1958 et 1974.
Titulaire d'un BTS de journalisme et d'une maîtrise de lettres modernes obtenus à l'université de Niamey, Hélène Kaziendé a été enseignante pendant une quinzaine d'années.
Hélène Kaziendé vit depuis 1996 à Lomé, la capitale du Togo, pays d'origine de son mari.

## Œuvre
En 1990, sa nouvelle Le Déserteur est primée dans le cadre d'un concours littéraire organisé par la radio Africa No 1 sur le thème Afrique, trente ans d'indépendance, lui permettant d'obtenir une bourse pour une résidence d'écriture.
Hélène Kaziendé écrit plusieurs pièces de théâtre puis publie son premier roman, Aydia, en 2006. Elle y raconte l'histoire de deux femmes issues d'un milieu voué à la misère qui cherchent à échapper à leur condition.
Son second roman, Les fers de l'absence, est considéré comme le premier roman politique écrit par une nigérienne,. Il décrit, en effet, la situation socio-politique d'un pays fictif, le Wirfaaba, sous un régime dictatorial, au travers de l'histoire de Raya et Wadou. Raya élève seule ses trois enfants pendant que Wadou est incarcéré en tant qu'opposant politique. Les événements romancés peuvent être mis en parallèle avec la situation politique de nombreux pays d'Afrique, et du Niger en particulier : le père d'Hélène Kaziendé, Léopold Kaziendé, fut emprisonné pendant huit ans après un coup d'État.
Le troisième roman d'Hélène Kaziendé, Le jour en tribut, publié en 2018, a pour thème le terrorisme.

## Récompenses et distinctions
- Elle a obtenu le Prix Africain en Création en 1993[7].

## Nouvelles
- Le Déserteur (recueil Kilomètre 30, Sépia, 1992)
- Alfaga (revue Massoussouka, no 1, 1993)[2].